# Holme (Cambridgeshire)
Pour les articles homonymes, voir Holme.
Holme est un village et une paroisse civile du Cambridgeshire, en Angleterre. Il est situé dans le nord-ouest du comté, à une dizaine de kilomètres au sud de la ville de Peterborough. Administrativement, il relève du district du Huntingdonshire. Au recensement de 2011, il comptait 636 habitants.